# Bobby Berk
Bobby James Berk, né le 25 août 1982 à Houston, est un designer d'intérieur américain et une personnalité de la télévision réalité. 
Il jouait dans la série Netflix Queer Eye en tant qu'expert en design d'intérieur .

## Biographie

### Jeunesse
Bobby berk est né à Houston, Texas, et a grandi à Mount Vernon, Missouri, au milieu d'un pays agricole amish,. Il a été adopté. Berk dit qu'il était difficile d'être gay et de fréquenter une église des Assemblées de Dieu tout au long de son enfance et qu'il était confronté à une homophobie interne et externe en grandissant.
Berk quitte la maison à l'âge de quinze ans. Il arrive à Springfield, Missouri, vivant parfois dans la rue. Après avoir obtenu un emploi chez Applebee, à Branson, Missouri, Berk dormait dans sa voiture après avoir travaillé deux fois quatre jours de suite, puis retournait à Springfield pour essayer de trouver un endroit où dormir. Juste avant ses dix-huit ans, il déménage à Denver, au Colorado, où il fait un concert à la Bombay Company,.

### Carrière
Berk a déménagé à New York en 2003 avec seulement 100 $ en poche. Il a trouvé un emploi chez Restoration Hardware and Bed, Bath and Beyond avant de passer à Portico, une entreprise d'ameublement haut de gamme. Sans diplôme d'études secondaires ni formation formelle, il a gravi les échelons jusqu'au directeur de la création.
Après que Portico s'arrête en 2006, Bobby Berk a lancé sa boutique en ligne, Bobby Berk Home, en 2006, ouvrant son premier magasin à SoHo, Manhattan un an plus tard. Midtown Miami, Floride a suivi en 2010 ainsi que Midtown Atlanta, Géorgie,. Il a ensuite lancé Bobby Berk Interiors + Design, spécialisé dans les services de design d'intérieur, dont le siège social est situé au centre-ville de Los Angeles. Il est apparu sur des réseaux de télévision tels que HGTV, NBC, CBS et Bravo.
Il est l'expert en design de la série Netflix Queer Eye depuis 2018. Berk est apparu dans le clip You Need to Calm Down de Taylor Swift.

### Vie privée
Berk vit actuellement à Los Angeles, en Californie, avec son mari, Dewey Do[réf. nécessaire].

## Filmographie
| année        | titre           | rôle     | commentaire                      |
| ------------ | --------------- | -------- | -------------------------------- |
| 2018-présent | Queer Eye       | Lui-même | 37 épisodes                      |
| 2018         | Nailed It!      | Lui-même | Épisode: 3, 2, 1...Ya Not Done!! |
| 2019         | Lip Sync Battle | Lui-même | Saison 5, épisode 1              |
| 2019         | Big Mouth       | Lui-même | Saison 3                         |

## Vidéos musicales
| année | chanson                           | artistes                             |
| ----- | --------------------------------- | ------------------------------------ |
| 2018  | This Is Me (The Reimagined Remix) | Keala Settle, Kesha, & Missy Elliott |
| 2019  | You Need To Calm Down             | Taylor Swift                         |